# 護法善神
護法善神（ごほうぜんじん）とは、仏法および仏教徒を守護する主に天部の神々（天部）のこと。護法神（ごほうしん）、あるいは諸天善神（しょてんぜんしん）などともいう。仏教の法（ダルマ）を守護する者はダルマパーラ（Dharmapala）、漢訳では護法（ごほう）という。

## 概説
梵天（ブラフマー）や帝釈天（インドラ）、また須弥山の四方を護る四天王や金剛力士、八部衆、十二神将、二十八部衆、八大竜王、さらに鬼神ともいわれる阿修羅や鬼子母神、十羅刹女、八大夜叉大将、堅牢地神、風神雷神など、さらには本地垂迹の神や権現、雨宝童子など、すべての神々は仏法を守護する神として護法善神に含まれると考えられる。これらは一般的に守護神と呼ばれるが、特に仏法および仏教徒を守護する神を護法善神、護法神などと呼ぶ。
これらは、バラモン教およびヒンドゥー教の神々が仏教に取り入れられて、仏法を守護すると考えられるようになったものである。当初、インドでは梵天と帝釈天の2神が仏法を守護すると考えられていたが、バラモン教（のちのヒンドゥー教）の最高神である梵天が含まれたことで、梵天以下のさまざまな神々も包摂され仏法を守護すると考えられるようになった。
仏教では、六道の最高を天上道（あるいは天界、天部とも）とするが、これは簡単にいえば神の世界にあたる。しかし仏教では天上道といえども、まだ悟りを得ない世界であり、六道として輪廻する世界の1つにすぎないとされる。また釈迦が成道直後に梵天から法を説くよう勧められた（梵天勧請）のも、ブッダ（悟った、目覚めた者）である釈迦に梵天が自らを含め衆生を救ってほしいという下位の立場から法を広く説くよう勧めたので、仏教では天部の神よりも仏陀の方が上部に位置すると考える（ただしヒンドゥー教の立場からは、釈迦をヴィシュヌの化身とみる）。
大乗仏教では教派ごとに差異はあるが、天界の上に仏界（浄土）を想定する。
上座部仏教の教義では、六道輪廻の最上位である天界よりも上位に位置する仏界（浄土）の存在を認めず、在家信者の善人は六道輪廻の最上位である天界に転生できるが不老不死ではなく、寿命を迎えると再び六道のいずれかに転生すると説く。また上座部では天の神々の存在は認めるが釈迦如来以外の仏（阿弥陀如来など）は後世に創作されたものであるとして信仰の対象にしない（大乗非仏説）。これらの理由により上座部の国々では輪廻転生が広く信じられて時としてカースト的な思想が存在することもあれば、釈迦如来以外の仏を信仰対象にしないため代わりにバラモン教に起源をもつ梵天（ブラフマー）などの天の神々が広く信仰されていたりすることがある。このように上座部仏教とヒンドゥー教（バラモン教）とでは天と天の神々に関する信仰や教義解釈が極めてよく近似しているという特徴がある。ただし仏教では梵天（ブラフマー）が世界の創造神だという考えを否定する。

### 東アジアにおいて
仏教は、各地の土地の風土に合わせるという性質を持ち、インドだけでなく中国においても土着民族の神々を包摂し習合した。招宝七郎大権修利菩薩などはその例である。また仏教は日本に伝わると、日本の神々も神仏習合および本地垂迹説により権現（ごんげん）と呼ばれ、護法善神に取り入れられ、祀られるようになった。そのため狭義では密教の高僧や修験者に随って守護し、また聖俗の両界にわたって使役される神霊や自然の精霊をも指していわれる。たとえば役小角配下の鬼神衆や、白山の泰澄に仕えた臥行者、さらに山伏に使徒である飯綱（いづな）や稲荷などがそれに当る。また十羅刹女や八部衆などもその例とされる。
なお密教では、明王は教令神（三輪身の1つ）といい、教えを広める役を持ち、これに対し護法善神は外敵から守る役であるとされる。
後世には、童子形で描かれた乙護法（おとごほう）や護法童子などがあるが、これらも護法善神の1つとされる。

## 諸天善神
通常、仏教一般では三宝を守護する天部の神々は護法善神、あるいは護法神と呼ばれる。しかし日蓮は、法華経とその行者を守護する天部の神々に対して諸天善神という語を多用した。したがって日蓮宗系の宗派間では、護法善神や護法神よりも諸天善神と呼ばれることが多い。法華経の行者を守護する善神のこと。法華経においてこの諸天善神が法華経の行者を守護することを誓っているとされる。また民衆、国土を守り、福をもたらす宇宙の働きと解釈されている。
日蓮宗の寺院内で独立した祭壇や堂宇、境内摂社などを有する神としては、七面大明神、大黒天、鬼子母神と十羅刹女、最上稲荷、妙見大菩薩、毘沙門天、帝釈天などの神々がある。

### 三十番神
天台宗・法華宗・日蓮宗の寺院においては、法華経信者の日替わりの守護神として三十番神を祀る神仏習合の慣習が有る。そのため、寺院に「三十番神堂」「番神堂」「番神宮」という名の堂が有る場合が多い。但し、明治維新後の廃仏毀釈で取り壊された堂宇も多い。

## 主な護法善神
- 梵天
- 帝釈天
- 四天王
- 大自在天
- 荼枳尼天
- 八大竜王
- 摩利支天
- 大黒天
- 鬼子母神
- 吉祥天
- 韋駄天
- 弁才天
- 歓喜天
- 金毘羅
- 清瀧権現
- 阿修羅
- 十二天
- 羅刹天
- 牛頭天王
- 三十番神
- 金剛力士